# Саламандра дволінійна
Саламандра дволінійна (Eurycea bislineata) — вид земноводних з роду Струмкова саламандра родини Безлегеневі саламандри.

## Опис
Загальна довжина досягає 6,5-12 см. Голова невелика з трохи опуклими очима. Тулуб стрункий, хвіст довгий, витягнутий. Кінцівки короткі. Забарвлення зеленувато-коричнювате або жовто-коричневе із золотавими смужками з боків.

## Спосіб життя
Полюбляє скелясті, лісисті місцини, чагарники, вологі береги уздовж струмків, боліт та невеличких річок, тримається під каменями або впалими деревами. Зустрічається на висоті до 2000 м над рівнем моря. Живиться безхребетними.
З січня по квітень самиця під каміння або біля рослин у воді відкладає до 30—50 яєць діаметром 2,5—3 мм. Часто в одному місці поміщають свої кладки кілька самиць. Личинки при появі мають довжину близько 12 мм. Вони живуть у водоймі 2-3 роки, метаморфоза завершується при довжині 6,5—7 см.

## Розповсюдження
Мешкає на північному сході США та південному сході Канади